# Segelfluggelände Tröstau

i7
i11
i13

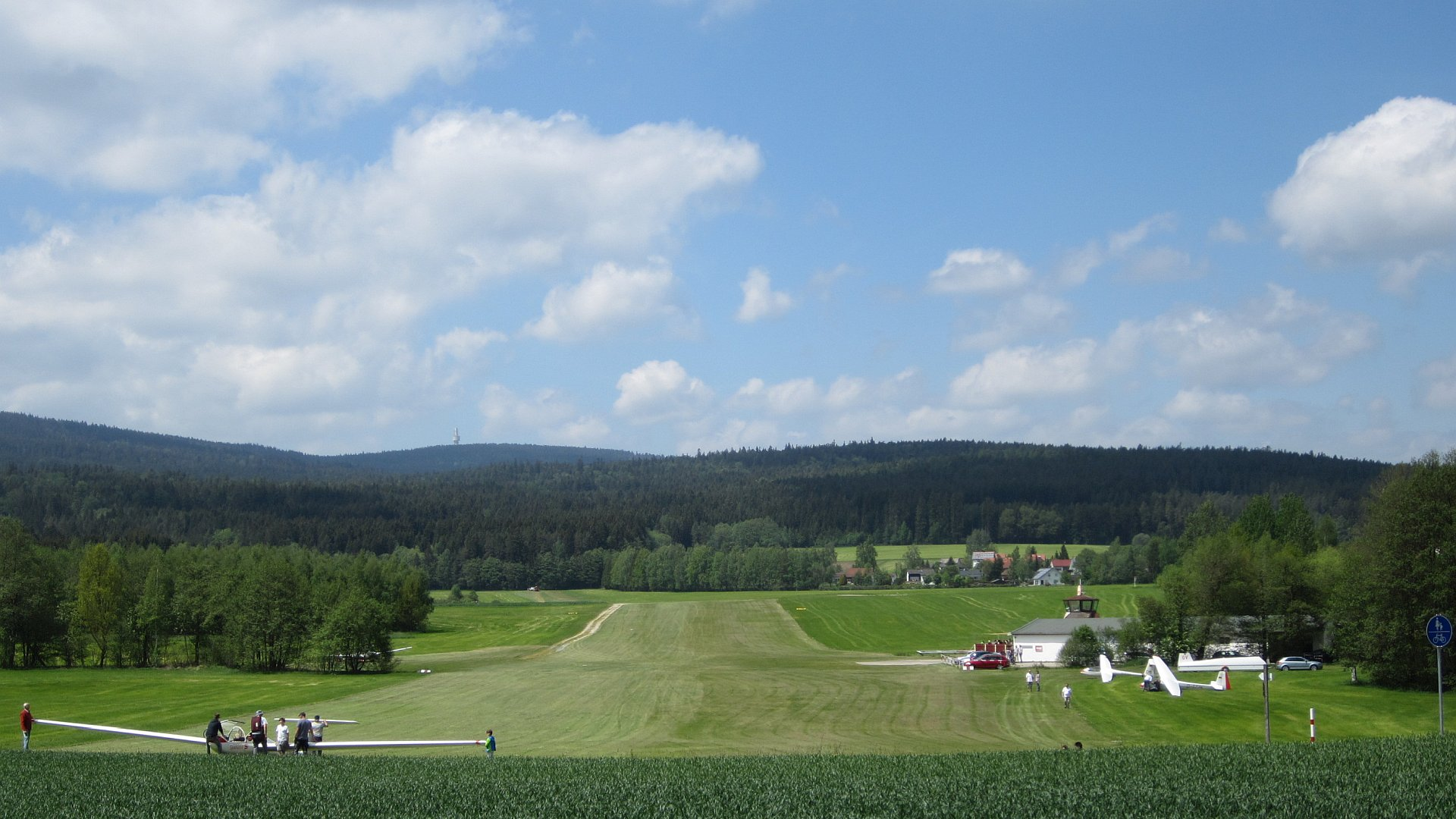
Segelfluggelände Tröstau, im Hintergrund der Schneeberg (2016)

Das Segelfluggelände Tröstau besteht seit dem 18. September 1955. Er ist die Heimat der Luftsport-Vereinigung Schönbrunn-Wunsiedel e. V. Der Flugplatz befindet sich 1200 m westnordwestlich von Tröstau, einer kleinen Gemeinde im Landkreis Wunsiedel im Fichtelgebirge.

## Lage des Flugplatzes
Der Segelflugplatz ist vom südwestlichen Fichtelgebirgsmassiv (Luisenburg, Kösseine, Hohe Mätze, Platte Schneeberg, Rudolfstein) umgeben. Er befindet sich direkt an der Bundesstraße 303 und der Staatsstraße WUN 7.

## Zulassung
Das Segelfluggelände Tröstau hat die Erlaubnis für Segelflugbetrieb mit den Startarten Windenstart, F-Schlepp-Start, Eigenstart sowie Gummiseilstart, ferner die Genehmigung für Motorsegler- und Ultraleichtbetrieb.
Die Luftsport-Vereinigung Schönbrunn-Wunsiedel betreibt eine Vereinsflugschule.

## Öffnungszeiten
Während der Flugsaison (April bis Ende Oktober) an folgenden Tagen:
- Samstag ab 13 Uhr bis Sonnenuntergang.
- Sonntag ab 10 Uhr bis Sonnenuntergang.

Auf Anfrage sind Termine unter der Woche möglich.

## Start-/Landebahn
Es existieren zwei Pisten, die ineinander übergehen. Wo sie zusammentreffen, wechselt die Richtung um 8 Grad. Landungen finden auf der südlichen Piste statt (=13/31).
Bei Landungen Richtung 13 liegt die Landebahnschwelle etwa 50 m vor dem rechtwinklig durch die Bahn verlaufenden Weg. Für ortsunkundige Piloten wird die Landerichtung 31 empfohlen, sofern keine starken Winde dagegen sprechen. Hier befindet sich die Landebahnschwelle auf Höhe der Flugzeughalle.